# 劉明 (演員)
劉明（1945年—），女，台灣演員暨配音員，曾獲金鐘獎女演員獎及女配角獎。

## 生平
1963年，劉明畢業於國立臺灣藝術專科學校影劇科表演組。台視開播後，她登上螢光幕。1966年起，她參演多部台灣省電影製片廠攝製之電影。後來，她成為中視基本演員。1980年，劉明以電視劇《李家嫂子》奪得第15屆金鐘獎女演員獎。1995年，她又以《包青天》榮獲第30屆金鐘獎女配角獎。
劉明表演風格多樣，能勝任各種角色，素有「千面女郎」稱號。她有語言長才，國語、台語、四川話、上海話、廣東話均流利，演出國語連續劇之外，亦參演多部閩南語連續劇。不僅如此，她音域寬廣，常接配音工作，也替少年角色配音。
初次獲得金鐘獎後，劉明一度淡出螢光幕而致力於舞台劇。1990年代初期，劉明於華岡藝校教授表演。2011年，她擔任第46屆金鐘獎評審。
廣播人劉瑞閔是劉明的胞姐。

## 演出作品

### 電影
- 思相枝（1962）
- 內山姑娘（1965）
- 小鎮春回（1969）
- 喜怒哀樂（1970）
- 騙術奇譚（1971）
- 緹縈（1971）
- 時來運轉（1971）
- 一寸山河一寸血（1972）
- 鐵嬌娃（1973）
- 橫衝直撞女煞星（1973）
- 大通緝令（1974）
- 刁蠻千金傻小子（1974）
- 出租左手的人（1974）
- 洛陽橋（1975）
- 銀海浪子（1975）
- 阿爸的話（1975）
- 新精武門（1976）
- 七靈寶塔（1976）
- 老虎崖（1977）
- 烏盆冤魂（1978）
- 四兩搏千斤（1978）
- 飛渡捲雲山（1978）
- 龍拳蛇手鬥蜘蛛（1978）
- 鐵拳（1979）
- 烈日狂風野火（1979）
- 土地公（1979）
- 神檯貓（1981）
- 皇天后土（1981）...孫萍
- 光陰的故事（1982）
- 三角習題（1982）
- 狀元媒（1982）
- 我這樣過了一生（1985）
- 恐怖分子（1987）
- 白色酢漿草（1988）
- 飛越陰陽界（1989）
- 叛逆與愛（1990）
- 左手搏擊王（1990）

### 電視劇
- 玉蘭花（1969）...陳玉嬌
- 春雷（1970）
- 長白山上（1971）...白寡婦
- 龍江恩仇（1971）
- 家有嬌妻（1972）...劉姑姑
- 孤情淚（1973）
- 我與蘭妮（1973）
- 無字天書（1974）
- 香妃（1975）...娜拉氏
- 一代紅顏（1975）
- 大地風雷（1975）
- 女巡按（1977）
- 李家嫂子（1980）
- 戰國風雲（1980）...宣太后
- 包青天 鍘包勉（1994）...包母（包李氏）
- 七俠五義...江寧婆婆
- 施公奇案（1997）...老福晉
- 土地公傳奇
- 觀世音（2003）
- 靠岸（2012）...外婆

### 舞台劇
- 清宮殘夢（1980）
- 原野（2006）...焦大媽
- 百年好合（2011）

### 動畫配音
- 龜兔賽跑（1969）

## 外部連結
- 劉明在互联网电影资料库（IMDb）上的資料（英文）（英文）
- 劉明在香港影庫上的簡介
- 劉明在时光网上的簡介（简体中文）